# Янкута Ганна Валеріївна
Га́нна Вале́ріївна Янку́та (біл. Ганна Валер'еўна Янкута; 4 вересня 1984 , Гродно ) ― білоруська перекладачка, літературний критик, письменниця. Кандидатка філологічних наук. 

## Життєпис
Закінчила філологічний факультет Білоруського державного університету, захистила магістерську дисертацію з творчости Айн Ренд, а за нею й кандидатську дисертацію. У 2018 р. отримала стипендію Президента Республіки Білорусь (Розпорядження Президента Республіки Білорусь № 37 рп ад 23.01.2018 р.). З 2008 року відвідує перекладацьку майстерню при Білоруському Колегіумі. Членкиня ради інтернет-часопису «ПройдиСвіт» (біл. ПрайдзіСвет). З 2013 року ― членкиня Спілки білоруських письменників. Заступниця голови Білоруського ПЕН-центру (2013—2017).

## Творчість
Перекладає прозу та поезію з англійської, польської, нідерландської, африкаанс, скотс та інших мов. Одна з перекладачів, редакторів й укладачів приміток до тому вибраних творів Едгара Аллана По «Маска червоної смерти». Перекладачка романів Джейн Остін «Гордість і упередження», «Не відпускай мене» Кадзуо Ішіґуро, оповідання Дікенса «Різдвяна історія», детективної прози А. Конан Дойла, Р. ван Гюліка, низки поетичних творів В. Шекспіра, В. Блейка, Д. Кітса, Ф. Песоа, Б. Лесмяна та інших.
2018 року вийшла перша авторська книга Янкути «Кіт Шпрот і таємниця атракціонів» (біл. Кот Шпрот і таямніца атракцыёнаў). Це дитяча книга про кота, що мандрує Мінськом. Згідно з сюжетом, кіт Шпрот, котрий полюбляє тишком збігати вночі з балкона й блукати околицями, знайомиться з привидами, які живуть попід вікнами його дому. Так починаються пригоди кота й хлопчика Алєся в мінському парку Челюскінців, зав'язується їхня дружба з сусідами — примарами, горобцями та мишами. Герої книги рятують друзів, що потрапили в таємничу пастку, і навчаються разом справлятися з негараздами.

## Нагороди
Лавреатка конкурсів молодих літераторів імени Карласа Шермана (2009) і Чеслава Мілаша (2011), організованих Білоруським ПЕН-центром.
Лавреатка премії часопису «ПройдиСвіт» в номінації «Публікація в часописі „ПройдиСвіт”» за 2009 рік.

## Зовнішні посилання
- Ганна Янкута [Архівовано 15 травня 2021 у Wayback Machine.] на сайті Спілки білоруських письменників